# Douglasite
La douglasite è un minerale.

## Etimologia
Il nome deriva dalla località di rinvenimento: Douglashall, quartiere della zona ovest del comune tedesco di Egeln, situato a nordovest di Staßfurt.